# Simfonia sobre dos temes russos
La Simfonia sobre dos temes russos és una simfonia inacabada en re menor composta per Mikhaïl Glinka el 1834.

## Origen i context
El 1830, Glinka va deixar Rússia per anar a Itàlia, ja que el metge li havia recomanat traslladar-se a un país amb un clima més càlid. Allà va conèixer a Donizetti i Bellini, i va tenir l'oportunitat d'escoltar àmpliament l'òpera italiana en general. Fins aquell moment, Glinka s'havia concentrat en les peces per a piano. Va estudiar al Conservatori de Milà, però l'avorria, en canvi la vida de societat era més del seu grat. Però la seva salut no millorava i el 1833 va decidir viatjar fins a Berlín, on va viure amb la seva germana.
A Berlín, Glinka va prendre una decisió crucial, millorar les seves habilitats musicals amb el professor Siegfried Dehn, un dels més respectats del seu temps. Durant cinc mesos va treballar durament amb exercicis de contrapunt, fuga i harmonia coral. El resultat immediat va ser la composició d'aquesta simfonia i del Capriccio sobre temes russos.
Glinka mai va completar aquesta peça, però un segle després, el compositor soviètic Vissarion Shebalin la va orquestrar i en va completar la composició.